# Wybory parlamentarne w Liechtensteinie w 2021 roku

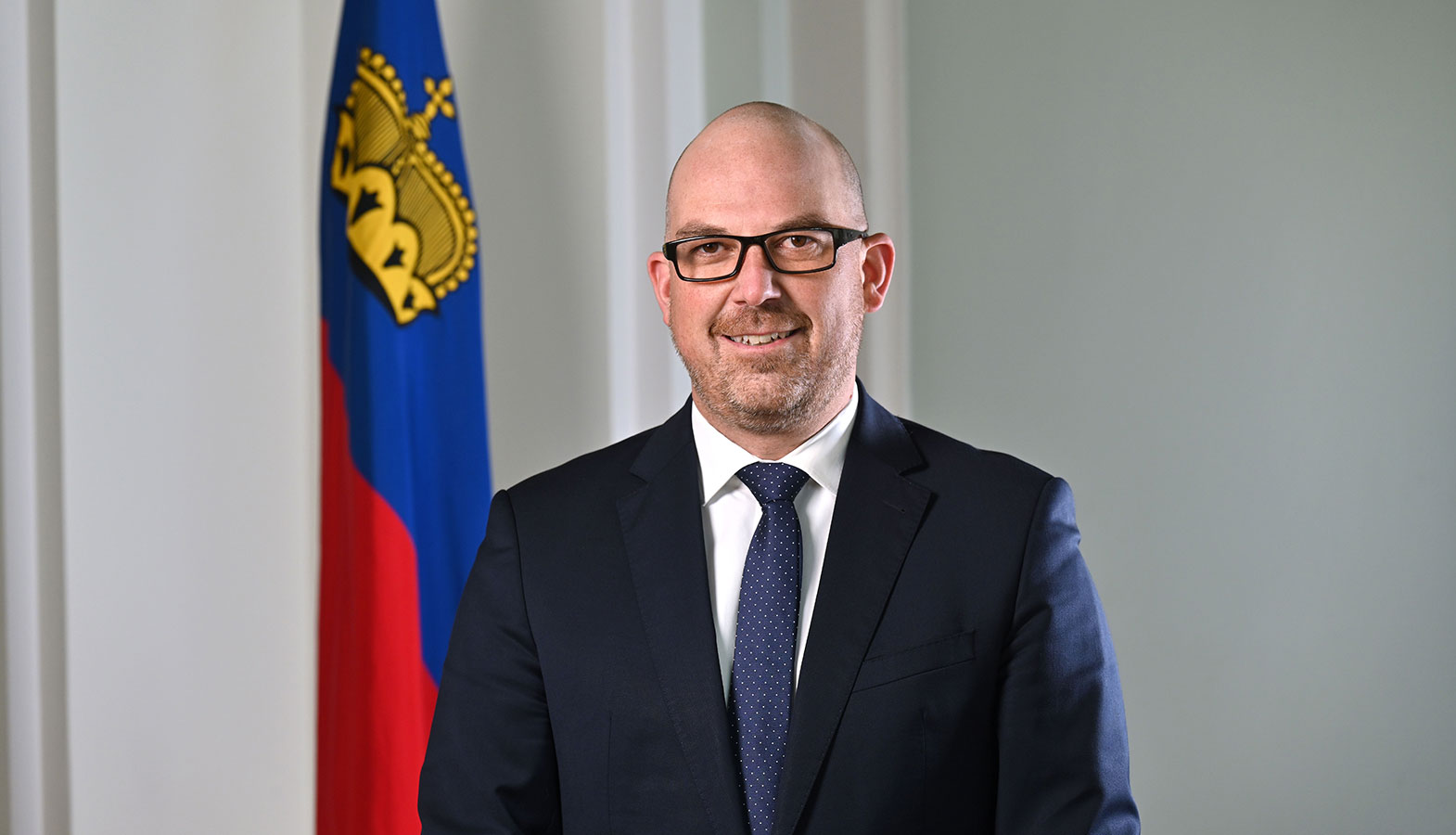
Daniel Risch – lider Unii Patriotycznej przed wyborami w 2021 r. i późniejszy premier.

Wybory parlamentarne w Liechtensteinie w 2021 roku (niem. Fürstentum Liechtenstein Landtagswahlen 2021) – powszechne wybory do Landtagu, które odbyły się w dniu 7 lutego 2021 roku na terenie Księstwa Liechtensteinu.

## Ordynacja wyborcza
Landtag Księstwa Liechtensteinu składa się z dwudziestu pięciu deputowanych, którzy są wybierani przez Naród na czteroletnią kadencję są w wyborach tajnych, bezpośrednich, powszechnych, równych i proporcjonalnych z dwóch okręgów wyborczych – Oberlandu i Unterlandu. Czynne prawo wyborcze posiadają obywatele zamieszkujący na stałe w Księstwie, którzy ukończyli 18. rok życia, a ich prawa nie są zawieszone, gdzie cenzus wiekowy dla kandydatów do Landtagu to 20 lat.
Każdy wyborca może oddać swój głos na taką liczbę kandydatów z różnych komitetów wyborczych ile wynosi całkowita liczba mandatów możliwych do zdobycia w danym okręgu wyborczym, czyli piętnaście w Oberlandzie i dziesięć w Unterlandzie. Od wyborów w 2005 r. możliwe jest głosowanie korespondencyjne.
Miejsce w parlamencie przysługuję tylko komitetom, które przekroczyły próg wyborczy, wynoszący 8%. Mandaty są przyznawane dwuetapowo. W pierwszym etapie przyznaje się tzw. mandaty podstawowe przy pomocy metody Hagenbacha-Bischoffa, a brakujące mandaty rozdysponowuje się jako tzw. mandaty uzupełniające przy pomocy metody d'Hondta.

## Kontekst polityczny
W 2018 r. doszło do rozpadu w największej partii opozycyjnej, gdy z partii Niezależni w niejasnych okolicznościach został wydalony jeden z posłów – Erich Hasler. W konsekwencji z partii wystąpiło kolejnych dwóch deputowanych – Herbert Elkuch i Thomas Rehak. Trzej posłowie utworzyli koło poselskie, które później przekształciło się w nową partię – Demokraci Liechtenstein. Na skutek tych wydarzeń po raz pierwszy w historii w Landtagu zasiadali przedstawiciele pięciu różnych ugrupowań. 
Głównym problemem, z którym mierzył się ustępujący rząd koalicyjny FBP-VU z Adrianem Haslerem na czele była pandemia COVID-19. Od pojawienia się pierwszego przypadku choroby 2 marca 2020 r., do dnia wyborów w Księstwie stwierdzono 2614 przypadków zakażenia SARS-CoV-2 oraz 55 zgonów z jego przyczyny. Pandemia COVID-19 nie spowodowała znaczących komplikacji w organizacji wyborów, co umożliwiła wieloletnia tradycja głosowania korespondencyjnego, które jest możliwe od wyborów w 2005 r. i z którego korzysta zdecydowana większość wyborców.

## Listy wyborcze
Do wyborów przystąpiło pięć komitetów wyborcze odpowiadające pięciu partiom: Postępowej Partii Obywatelskiej (FBP), Unii Patriotycznej (VU), debiutującym w wyborach Demokratom Liechtenstein (DPL), Wolnej Liście (FL), Niezależnym (DU). Na liście VU znalazło się dwudziestu dwóch kandydatów, w tym czternastu w Oberlandzie i ośmiu w Unterlandzie. Drugą największą listę zgłosiła FBP, na której znalazło się dwudziestu kandydatów, w tym dwunastu w Oberlandzie i ośmiu w Unterlandzie. Na liście FL znalazło się dwanaście nazwisk – osiem w Oberlandzie i cztery w Unterlandzie. Ugrupowanie DPL zgłosiło szesnastu kandydatów – po ośmiu w każdym z okręgów. Najkrótszą listę zgłosili Niezależni, złożoną z pięciu kandydatów – trzech w Oberlandzie i dwóch w Unterlandzie. Zatem łącznie w wyborach wystartowało siedemdziesięciu pięciu kandydatów, w tym dwadzieścia trzy kobiety, a zatem kobiety stanowiły 30,7% kandydatów.
| Lista wyborcza | Lista wyborcza | Lista wyborcza                                                   | Lider          | Kandydaci | Kandydaci | Kandydaci | Wynik w poprzednich wyborach w 2017 r. |
| Lista wyborcza | Lista wyborcza | Lista wyborcza                                                   | Lider          | Oberland  | Unterland | Razem     | Wynik w poprzednich wyborach w 2017 r. |
| -------------- | -------------- | ---------------------------------------------------------------- | -------------- | --------- | --------- | --------- | -------------------------------------- |
|                |                | Postępowa Partia Obywatelska niem. Fortschrittliche Bürgerpartei | Sabine Monauni | 12        | 8         | 20        | 35,2%                                  |
|                |                | Unia Patriotyczna niem. Vaterländische Union                     | Daniel Risch   | 14        | 8         | 22        | 33,7%                                  |
|                |                | Wolna Lista niem. Freie Liste                                    | Pepo Frick     | 8         | 4         | 12        | 12,6%                                  |
|                |                | Demokraci Liechtenstein niem. Demokraten pro Liechtenstein       | Thomas Rehak   | 8         | 8         | 16        | –                                      |
|                |                | Niezależni niem. Die Unabhängigen                                | Hugo Quaderer  | 3         | 2         | 5         | 18,4%                                  |

## Wyniki
Wybory zwyciężyła Unia Patriotyczna z 72 361 głosami (35,9%), zdobywając dziesięć mandatów Landtagu. Drugie miejsce zajęła Postępowa Partia Obywatelska, która zdobyła 72 319 głosów (35,9%), co przełożyło się na dziesięć mandatów. Było to najbardziej wyrównane głosowanie w historii wyborów do Landtagu, a o zwycięstwie VU zdecydowały 42 głosy, czyli zaledwie 0,02% wszystkich głosów. Obie partie zaliczyły niewielki wzrost poparcie względem wyborów w 2017 r., kolejno o 2,1 i 0,6 punktu procentowego. Żadna partia nie zdobyła bezwzględnej większości w dwudziestopięcioosobowym parlamencie i ponownie utworzono rząd koalicyjny, na którego czele stanął Daniel Risch z VU.
Trzecią siłą w nowej kadencji Landtagu z trzema mandatami stała się Wolna Lista, dzięki 25 493 głosom (12,9%). Powyżej progu wyborczego znalazło się jeszcze startujące po raz pierwszy ugrupowanie Demokraci Liechtenstein, zdobywając 22 456 głosów, co przełożyło się na dwa mandaty. Progu wyborczego nie przekroczyło natomiast ugrupowanie Niezależni, które po dwóch poprzednich głosowaniach było najsilniejszą partią opozycyjną. Ugrupowanie zdobyło jedynie 8556 głosów (4,2%). Był to pierwszy raz od wyborów w lutym 1993 r., gdy startująca w wyborach partia nie zdobyła żadnego miejsca w Landtagu. Na opozycję łącznie oddano 56 955 głosów (28,2%), czyli o 2,8 p.p. mniej niż w 2017 r..
| Partia | Partia                       | Wyniki | Wyniki | Wyniki | Mandaty | Mandaty |
| Partia | Partia                       | Głosy  | %      | Zmiana | Liczba  | Zmiana  |
| ------ | ---------------------------- | ------ | ------ | ------ | ------- | ------- |
| VU     | Unia Patriotyczna            | 72 361 | 35,9%  | 2,1%   | 10      | 2       |
| FBP    | Postępowa Partia Obywatelska | 72 319 | 35,9%  | 0,6%   | 10      | 1       |
| FL     | Wolna Lista                  | 25 943 | 12,9%  | 0,3%   | 3       | 0       |
| DPL    | Demokraci Liechtenstein      | 22 456 | 11,1%  | –      | 2       | –       |
| DU     | Niezależni                   | 8556   | 4,2%   | 14,2%  | 0       | 5       |

### Wyniki według okręgów i gmin
W Oberlandzie z poparciem na poziomie 36,9% i przewagą 2,2 p.p. nad FBP zwyciężyła Unia Patriotyczna, natomiast w drugim z okręgów wyborczych wygrała Postępowa Partia Obywatelska, zdobywając 38,9%, czyli o 5,7 p.p. więcej niż druga VU.
W siedmiu z jedenastu gmin najwięcej głosów zdobyła FBP, a w pozostałych czterech gminach: Balzers, Ruggell, Triesen, Triesenberg większość głosów uzyskała VU. Najwyższe poparcie dla zwycięskiej Unii Patriotycznej odnotowano w gminie Triesenberg – 43,9%, a najniższe w Mauren – 30,5%. Natomiast FBP najwyższym poparciem cieszyła się w gminie Mauren – 43,1%, a najmniej głosów oddano na nią w Balzers – 30,3%. Głosy na FL stanowiły największy odsetek w gminie Schaan – 15,3%, a najniższy w gminie Gamprin – 9,2%. Debiutujące ugrupowanie DPL najlepszy wynik osiągnęło w gminie Eschen – 17,7%, a najsłabszy w gminie Planken – 6,0%. Z kolei DU najwięcej głosów uzyskali w gminie Triesen – 6,4%, a najmniej w gminach Mauren i Ruggell – 1,4%.

#### Oberland
| Partia | Balzers | Balzers | Balzers | Planken | Planken | Planken | Schaan | Schaan | Schaan | Triesen | Triesen | Triesen | Triesenberg | Triesenberg | Triesenberg | Vaduz  | Vaduz | Vaduz | Oberland | Oberland | Oberland | Oberland | Oberland |
| Partia | G       | %       | Z       | G       | %       | Z       | G      | %      | Z      | G       | %       | Z       | G           | %           | Z           | G      | %     | Z     | G        | %        | Z        | M        | ZM       |
| ------ | ------- | ------- | ------- | ------- | ------- | ------- | ------ | ------ | ------ | ------- | ------- | ------- | ----------- | ----------- | ----------- | ------ | ----- | ----- | -------- | -------- | -------- | -------- | -------- |
| VU     | 12 361  | 42,5%   | 4,8%    | 1175    | 34,4%   | 8,7%    | 11 495 | 33,6%  | 2,0%   | 10 191  | 35,4%   | 2,0%    | 8718        | 44,3%       | 4,1%        | 10 078 | 32,3% | 0,6%  | 54 018   | 36,9%    | 2,5%     | 6        | 1        |
| FBP    | 8819    | 30,3%   | 0,1%    | 1380    | 40,4%   | 0,5%    | 12 187 | 35,7%  | 2,5%   | 9327    | 32,4%   | 0,1%    | 6867        | 34,9%       | 0,9%        | 12 265 | 39,3% | 1,5%  | 50 844   | 34,7%    | 1,1%     | 6        | 1        |
| FL     | 3954    | 13,6%   | 1,7%    | 490     | 14,3%   | 1,4%    | 5231   | 15,3%  | 1,1%   | 3695    | 12,8%   | 0,9%    | 1953        | 9,9%        | 0,1%        | 4703   | 15,1% | 0,3%  | 20 026   | 13,7%    | 0,4%     | 2        | 0        |
| DPL    | 2516    | 8,6%    | –       | 204     | 6,0%    | –       | 3344   | 9,8%   | –      | 3730    | 13,0%   | –       | 1527        | 7,8%        | –           | 2806   | 9,0%  | –     | 14 127   | 9,7%     | –        | 1        | –        |
| DU     | 1450    | 5,0%    | 14,9%   | 171     | 5,0%    | 12,6%   | 1913   | 5,6%   | 13,2%  | 1828    | 6,4%    | 16,0%   | 630         | 3,2%        | 12,8%       | 1378   | 4,4%  | 11,3% | 7370     | 5,0%     | 13,6%    | 0        | 3        |

#### Unterland
| Partia | Eschen | Eschen | Eschen | Gamprin | Gamprin | Gamprin | Mauren | Mauren | Mauren | Ruggell | Ruggell | Ruggell | Schellenberg | Schellenberg | Schellenberg | Unterland | Unterland | Unterland | Unterland | Unterland |
| Partia | G      | %      | Z      | G       | %       | Z       | G      | %      | Z      | G       | %       | Z       | G            | %            | Z            | G         | %         | Z         | M         | ZM        |
| ------ | ------ | ------ | ------ | ------- | ------- | ------- | ------ | ------ | ------ | ------- | ------- | ------- | ------------ | ------------ | ------------ | --------- | --------- | --------- | --------- | --------- |
| VU     | 5341   | 32,3%  | 0,2%   | 2208    | 32,1%   | 2,7%    | 4882   | 30,5%  | 2,9%   | 4263    | 40,2%   | 0,4%    | 1649         | 31,5%        | 0,1%         | 18 343    | 33,2%     | 1,2%      | 4         | 1         |
| FBP    | 6046   | 36,6%  | 0,3%   | 2813    | 40,9%   | 2,7%    | 6892   | 43,1%  | 0,6%   | 3627    | 34,2%   | 0,3%    | 2097         | 40,1%        | 2,8%         | 21 475    | 38,9%     | 0,6%      | 4         | 0         |
| FL     | 1735   | 10,5%  | 0,1%   | 631     | 9,2%    | 2,8%    | 1750   | 10,9%  | 1,1%   | 1032    | 9,7%    | 0,2%    | 769          | 14,7%        | 2,6%         | 5917      | 10,7%     | 0,1%      | 1         | 0         |
| DPL    | 2931   | 17,7%  | –      | 1059    | 15,4%   | –       | 2251   | 14,1%  | –      | 1532    | 14,5%   | –       | 556          | 10,6%        | –            | 8329      | 15,1%     | –         | 1         | –         |
| DU     | 487    | 2,9%   | 16,8%  | 169     | 2,5%    | 18,1%   | 225    | 1,4%   | 15,3%  | 146     | 1,4%    | 15,0%   | 159          | 3,0%         | 10,6%        | 1186      | 2,1%      | 15,6%     | 0         | 2         |

## Frekwencja
Udział w wyborach jest dla obywateli Liechtensteinu z czynnymi prawami wyborczymi jest obowiązkowy. W głosowaniu udział wzięło 15 901 osób spośród 20 384 uprawnionych, a zatem frekwencja wyniosła 78,0% i była wyższa o 0,2 punktu procentowego niż w poprzednich wyborach w 2017 r..
Wyższą frekwencję odnotowano w Unterlandzie – 79,6%, podczas gdy w Oberlandzie swój głos oddało 77,1% obywateli.
Najwyższą frekwencją cechowała się gmina Planken, w której zagłosowało 88,7% uprawnionych, zaś najniższą gmina Triesen, gdzie zagłosowało 74,8%.
Od wyborów w 2005 r. wszyscy obywatele Liechtensteinu mogą zagłosować osobiście przy urnie lub korespondencyjnie za pośrednictwem poczty. W 2017 r. z opcji głosowania korespondencyjnego skorzystało 15 478 obywateli, czyli 97,3% głosujących, a zatem o 1,4 p.p. więcej niż w poprzednich wyborach.

## Skład Landtagu
Unia Patriotyczna – 10 mandatów
     Postępowa Partia Obywatelska – 10 mandatów
     Wolna Lista – 3 mandaty
     Demokraci Liechtenstein – 2 mandaty

Podział mandatów do Landtagu po wyborach w 2021 r.
Unia Patriotyczna – 10 mandatów
Postępowa Partia Obywatelska – 10 mandatów
Wolna Lista – 3 mandaty
Demokraci Liechtenstein – 2 mandaty

W nowej kadencji Landtagu zasiadło dziesięciu posłów z FBP, dziesięciu z VU, trzech z FL i dwóch z DPL. Wśród posłów znalazło się siedem kobiet, a co za tym idzie kobiety stanowiły 28% deputowanych, co stanowi najwyższą wartość w historii. Największa liczba posłów – pięciu, mieszkała w gminie Schaan, czterech w gminie Schellenberg, po trzech w gminach Eschen, Triesen i Triesenberg, po dwóch w gminach Balzers, Planken, Ruggell i jeden w gminie Mauren. Gminami, których nie zamieszkiwał żaden poseł były Gamprin i Vaduz. Najstarszym posłem był Albert Frick z FBP – 72 lata, a najmłodszym Franziska Hoop z FBP – 30 lat. Średnia wieku wynosiła 49,6 lat, przy czym jeden deputowany (Herbert Elkuch z DPL) nie podał swojego wieku.
| Deputowany                  | Partia | Okręg wyborczy | Gmina        | Liczba głosów | Wiek    |
| --------------------------- | ------ | -------------- | ------------ | ------------- | ------- |
| Bühler-Nigsch Dagmar        | VU     | Oberland       | Triesenberg  | 3554          | 51 lat  |
| Frick Peter                 | VU     | Unterland      | Mauren       | 1959          | 55 lat  |
| Frick Walter                | VU     | Oberland       | Schaan       | 3162          | 64 lata |
| Heidegger Norma             | VU     | Oberland       | Triesen      | 3122          | 59 lat  |
| Kaufmann Manfred            | VU     | Oberland       | Balzers      | 4117          | 42 lata |
| Lampert Dietmar             | VU     | Unterland      | Schellenberg | 1871          | 54 lata |
| Marxer-Kranz Gunilla        | VU     | Unterland      | Eschen       | 2206          | 48 lat  |
| Vogt Günter                 | VU     | Oberland       | Balzers      | 3307          | 39 lat  |
| Vogt Thomas                 | VU     | Oberland       | Triesen      | 3574          | 44 lata |
| Wohlwend Mario              | VU     | Unterland      | Ruggell      | 1914          | 48 lat  |
| Frick Albert                | FBP    | Oberland       | Schaan       | 3437          | 72 lata |
| Hoop Franziska              | FBP    | Unterland      | Ruggell      | 2091          | 30 lat  |
| Kaiser Johannes             | FBP    | Unterland      | Schellenberg | 2068          | 62 lata |
| Lampert Wendelin            | FBP    | Oberland       | Triesenberg  | 3552          | 50 lat  |
| Oehry Daniel                | FBP    | Unterland      | Eschen       | 2067          | 49 lat  |
| Petzold-Mähr Bettina        | FBP    | Oberland       | Planken      | 3223          | 38 lat  |
| Quaderer Sascha             | FBP    | Oberland       | Planken      | 3420          | 46 lat  |
| Schädler Sebastian          | FBP    | Oberland       | Triesenberg  | 3697          | 33 lata |
| Seger Daniel                | FBP    | Oberland       | Schaan       | 3605          | 43 lata |
| Zech-Hoop Karin             | FBP    | Unterland      | Eschen       | 2055          | 47 lat  |
| Haldner-Schierscher Manuela | FL     | Oberland       | Schaan       | 1597          | 49 lat  |
| Kaufmann Georg              | FL     | Oberland       | Schaan       | 1757          | 65 lat  |
| Risch Patrick               | FL     | Unterland      | Schellenberg | 929           | 52 lata |
| Elkuch Herbert              | DPL    | Unterland      | Schellenberg | 1694          | –       |
| Rehak Thomas                | DPL    | Oberland       | Triesen      | 1686          | 50 lat  |